# جبل الثلبوت
يقع جبل الثلبوت في المملكة العربية السعودية بمنطقة حائل بالقرب من قرية مشاش بن جازي
ويبلغ ارتفاع هذا الجبل 800 متر تقريبا ً
ولهذا الجبل العديد من الأسماء قديماً مثل (المركوز والأصفر)
ويمر بهذا الجبل وادي الشعبة وقد سمي الوادي باسم هذا الجبل قديماً وكان يطلق علية وادي الثلبوت